# Cyclemys
Cyclemys är ett släkte av sköldpaddor som ingår i familjen Geoemydidae.
Arter enligt Catalogue of Life:
- Cyclemys atripons
- Cyclemys dentata
- Cyclemys oldhami
- Cyclemys tcheponensis

The Reptile Databas listar ytterligare 4 arter i släktet. Däremot listas där Cyclemys tcheponensis som synonym till Cyclemys oldhami.
- Cyclemys enigmatica
- Cyclemys fusca
- Cyclemys gemeli
- Cyclemys pulchristriata